# Heinz Frei
Heinz Frei (Soletta, 28 gennaio 1958) è un ex atleta paralimpico, ex fondista e paraciclista svizzero.

## Biografia
All'età di vent'anni, in una manifestazione sportiva in montagna, è scivolato in un burrone e si è spezzato la colonna vertebrale, divenendo paraplegico. Iniziato un programma terapeutico riabilitativo, ha cercato un club e ha trovato il Rollstuhlclub Kriens, scoprendo che c'era la possibilità di concorrere a livello mondiale in sport estivi e invernali.
Dal 1984 al 2006 ha partecipato a tutte le edizioni dei Giochi paralimpici estivi (nell'atletica leggera) e a quelli invernali nello sci di fondo, dimostrando la sua predilezione per le lunghe distanze, ma ottenendo anche preziosi risultati in staffetta. A queste prove si aggiungono tutti i Campionati del mondo di atletica leggera paralimpica dal 1994 e numerosi campionati europei. Infine, il campione ha portato a termine più di cento maratone.
Dopo aver vinto complessivamente 26 medaglie nell'atletica e otto nello sci di fondo ai Giochi paralimpici estivi, a quarantasei anni, all'edizione di Atene 2004, nonostante numerosi piazzamenti, non ha ottenuto medaglie; si è chiesto perciò se fosse il momento adatto per un ritiro, ma ha preferito passare all'handbike. A Pechino 2008, ha esordito nel paraciclismo, conquistando da outsider due medaglie d'oro. Da allora ha partecipato a moltissime gare e si è preparato anche ai Giochi di Tokyo, slittati dal 2020 al 2021.
Heinz Frei è sposato e ha due figli adulti; di professione ha fatto il geometra.

## Palmarès

### Atletica leggera paralimpica
| Anno | Manifestazione       | Sede                      | Evento               | Risultato | Prestazione | Note  |
| ---- | -------------------- | ------------------------- | -------------------- | --------- | ----------- | ----- |
| 1984 | Giochi paralimpici   | Stoke Mandeville New York | 400 m piani 2        | Bronzo    | 1'09"3      |       |
| 1984 | Giochi paralimpici   | Stoke Mandeville New York | 800 m piani 2        | Argento   | 2'26"88     |       |
| 1984 | Giochi paralimpici   | Stoke Mandeville New York | 1500 m piani 2       | Oro       | 4'29"93     |       |
| 1984 | Giochi paralimpici   | Stoke Mandeville New York | 5000 m piani 2       | Oro       | 15'30"15    |       |
| 1984 | Giochi paralimpici   | Stoke Mandeville New York | Maratona 2           | Oro       | 1h58"52     |       |
| 1988 | Giochi paralimpici   | Seul                      | 800 m piani 2        | Argento   | 2'00"93     |       |
| 1988 | Giochi paralimpici   | Seul                      | 1500 m piani 2       | Oro       | 3'45"34     |       |
| 1988 | Giochi paralimpici   | Seul                      | 5000 m piani 2       | Argento   | 13'23"29    |       |
| 1988 | Giochi paralimpici   | Seul                      | 10000 m piani 2      | Oro       | 27'27"07    |       |
| 1992 | Giochi paralimpici   | Barcellona                | 800 m piani TW3-4    | Oro       | 1'44"83     |       |
| 1992 | Giochi paralimpici   | Barcellona                | 5000 m piani TW3-4   | Oro       | 11'10"41    |       |
| 1992 | Giochi paralimpici   | Barcellona                | 10000 m piani TW3-4  | Argento   |             | [ 3 ] |
| 1992 | Giochi paralimpici   | Barcellona                | Maratona TW3-4       | Oro       | 1h30'15"    |       |
| 1992 | Giochi paralimpici   | Barcellona                | 4×100 m TW3-4        | Bronzo    | 56"45       | [ 4 ] |
| 1994 | Mondiali paralimpici | Berlino                   | 800 m piani T52      | Argento   | 1'46"47     |       |
| 1994 | Mondiali paralimpici | Berlino                   | 5000 m piani T53     | Argento   | 11'13"59    |       |
| 1994 | Mondiali paralimpici | Berlino                   | Maratona T53         | Oro       | 1h22'12"    |       |
| 1994 | Mondiali paralimpici | Berlino                   | 4×400 m T52-53       | Bronzo    | 3'27"26     |       |
| 1996 | Giochi paralimpici   | Atlanta                   | 800 m piani T52      | Argento   | 1'41"76     |       |
| 1996 | Giochi paralimpici   | Atlanta                   | 1500 m piani T52-53  | Oro       | 3'05"52     |       |
| 1996 | Giochi paralimpici   | Atlanta                   | 10000 m piani T52-53 | Oro       | 21'58"31    |       |
| 1996 | Giochi paralimpici   | Atlanta                   | Maratona T52-53      | Bronzo    | 1h32'42"    |       |
| 1996 | Giochi paralimpici   | Atlanta                   | 4×400 m T52-53       | Argento   | 3'16"46     | [ 5 ] |
| 1998 | Mondiali paralimpici | Birmingham                | 400 m piani T54      | Oro       | 52"90       |       |
| 1998 | Mondiali paralimpici | Birmingham                | 800 m piani T54      | Oro       | 1'47"98     |       |
| 1998 | Mondiali paralimpici | Birmingham                | Maratona T55         | Oro       | 1h32'25"    |       |
| 1998 | Mondiali paralimpici | Birmingham                | 4×400 m T54-55       | Argento   | 3h25'39"    |       |
| 2000 | Giochi paralimpici   | Sydney                    | 800 m piani T53      | Oro       | 1'44"01     |       |
| 2000 | Giochi paralimpici   | Sydney                    | 10000 m piani T54    | Bronzo    | 21'34"00    |       |
| 2000 | Giochi paralimpici   | Sydney                    | Maratona T54         | Bronzo    | 1h29'29"    |       |
| 2002 | Mondiali paralimpici | Lilla                     | 800 m piani T53      | Argento   | 1'47"73     |       |
| 2002 | Mondiali paralimpici | Lilla                     | Maratona T54         | Oro       | 1h27'58"    |       |
| 2003 | Europei paralimpici  | Assen                     | 400 m piani T53      | Oro       | 55"98       |       |
| 2003 | Europei paralimpici  | Assen                     | 800 m piani T53      | Oro       | 1'43"99     |       |
| 2003 | Europei paralimpici  | Assen                     | 5000 m piani T54     | Bronzo    | 11'14"06    |       |
| 2003 | Europei paralimpici  | Assen                     | 10000 m piani T54    | Argento   | 22'27"85    |       |
| 2003 | Europei paralimpici  | Assen                     | Maratona T54         | Argento   | 1h36'07"    |       |
| 2003 | Europei paralimpici  | Assen                     | 4×100 m T53-54       | Argento   | 59"34       | [ 6 ] |
| 2005 | Europei paralimpici  | Espoo                     | 800 m piani T53      | Oro       | 1'49"86     |       |
| 2005 | Europei paralimpici  | Espoo                     | 10000 m piani T54    | Bronzo    | 23'07"84    |       |
| 2006 | Mondiali paralimpici | Assen                     | 800 m piani T53      | Argento   | 1'47"93     |       |
| 2006 | Mondiali paralimpici | Assen                     | 10000 m piani T54    | Bronzo    | 23'07"24    |       |
| 2006 | Mondiali paralimpici | Assen                     | Maratona T54         | Argento   | 1h28'17"    |       |
| 2011 | Mondiali paralimpici | Christchurch              | Maratona T54         | Argento   | 1h31'09"    |       |
| 2016 | Europei paralimpici  | Grosseto                  | 800 m piani T53      | Bronzo    | 1h44'48"    |       |

### Sci di fondo
- 1984, Giochi paralimpici - Innsbruck  Austria
  -  Bronzo nei 10 km media distanza - Gr I
  -  Bronzo nella staffetta 3×2,5 Gr I-II
- 1988, Giochi paralimpici - Innsbruck  Austria
  -  Oro nei 5 km breve distanza – Gr I
  -  Bronzo nei 10 km media distanza - Gr I
  -  Argento nella staffetta 3×2,5 Gr I-II
- 1992, Giochi paralimpici - Tignes-Albertville  Francia
  -  Bronzo nella staffetta 3×2,5 LW10-11
- 1998, Giochi paralimpici - Nagano  Giappone
  -  Bronzo nei 10 km sitting - LW10
  -  Bronzo nei 15 km sitting - LW10-12

### Paraciclismo
Paralimpiadi
- Giochi paralimpici -  Pechino 2008
  -  Oro nella corsa su strada - HCB
  -  Oro nella prova a cronometro - HCB
- Giochi paralimpici -  Londra 2012
  -  Oro nella prova a cronometro - HCB - H2
  -  Bronzo nella staffetta mista
- Giochi paralimpici -  Tokyo 2020[7]
  -  Argento nella corsa su strada - H3

Mondiali su strada
- 2006:  Bronzo Cronometro - HCB ad Aigle,  Svizzera
- 2007:  Argento Cronometro - HCB a Bordeaux,  Francia
- 2009:  Bronzo Cronometro - HCB a Bogogno,  Italia
- 2009:  Oro Corsa su strada - HCB a Bogogno,  Italia
- 2009:  Oro Staffetta mista a Bogogno,  Italia
- 2010:  ArgentoCronometro - H2 a Baie-Comeau,  Canada
- 2010:  Argento Corsa su strada - H2 a Baie-Comeau,  Canada
- 2013:  Argento Cronometro - H2 a Baie-Comeau,  Canada
- 2013:  Argento Corsa su strada - H2 a Baie-Comeau,  Canada
- 2014:  Bronzo Staffetta mista a Greenville,  Stati Uniti
- 2014:  Oro Cronometro - H3 a Greenville,  Stati Uniti
- 2014:  Argento Corsa su strada - H3 a Greenville,  Stati Uniti
- 2015:  Bronzo Staffetta mista a Nottwil,  Svizzera
- 2015:  Argento Cronometro - H3 a Nottwil,  Svizzera
- 2015:  Argento Corsa su strada - H3 a Nottwil,  Svizzera

## Riconoscimenti
- In Svizzera è stato nominato atleta disabile dell'anno nelle edizioni 1992, 1993, 1995-1999, 2008, 2009.[2]